# Hofmeisteria
Hofmeisteria é um género botânico pertencente à família Asteraceae.